# Trzepotanie przedsionków

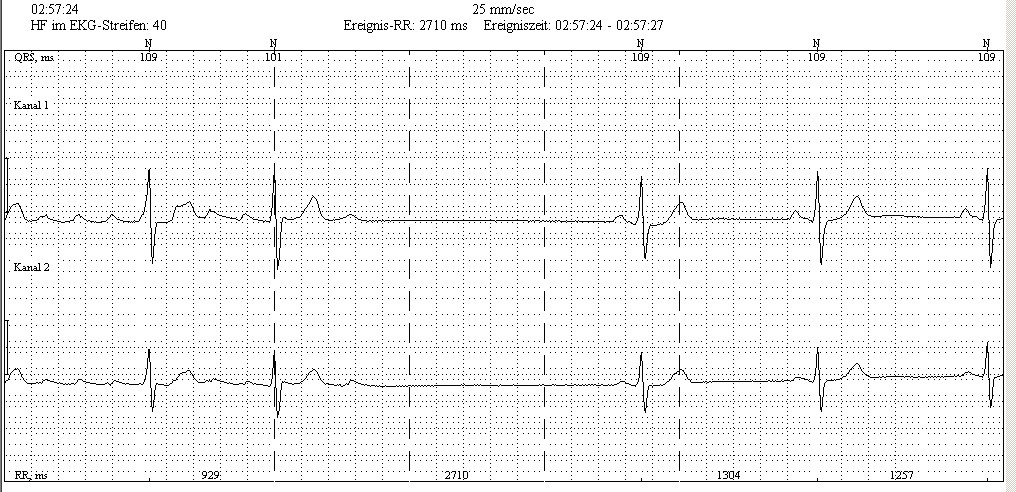
Zapis badania holterowskiego dokumentujący trzepotanie przedsionków i powrót rytmu zatokowego

Trzepotanie przedsionków (łac. flagellatio atriorum, ang. atrial flutter, AFl) – szybki, uporządkowany rytm serca pochodzenia przedsionkowego, o częstości 250-350/minutę.
Kryteria rozpoznania:
1. Fala F wychyleń przedsionkowych o częstotliwości 250-350/min (rzadziej mniej, np. w przebiegu leczenia chinidyną), o zmiennym ukształtowaniu, w odprowadzeniach kończynowych II, III, aVF dwufazowe z przewagą fazy ujemnej
2. Brak linii izoelektrycznej między wychyleniami przedsionkowymi w odprowadzeniach kończynowych
3. Zazwyczaj miarowy rytm komór.